# هاورد براون
هاورد براون (بالإنجليزية: Howard Browne)‏ (15 أبريل 1908، أوماها في الولايات المتحدة - 28 أكتوبر 1999، كارلسباد في الولايات المتحدة)؛ كاتب سيناريو، كاتب وروائي أمريكي.

## روابط خارجية
- هاورد براون على موقع IMDb (الإنجليزية)
- هاورد براون على موقع ألو سيني (الفرنسية)
- هاورد براون على موقع أول موفي (الإنجليزية)
- هاورد براون على موقع قاعدة بيانات الأفلام السويدية (السويدية)
- هاورد براون على موقع قاعدة بيانات الفيلم (الإنجليزية)
- هاورد براون على موقع كينوبويسك (الروسية)